# Goianinha
Goianinha (ou Goiabinha, como é casualmente conhecida) é um município brasileiro do estado do Rio Grande do Norte.

## História
No ano de 1635, a aldeia da área chamada Goacana ou Viajana, figurava entre as seis maiores da capitania do Rio Grande do Norte, e era habitada pelos índios janduís. Nos idos de 1687, segundo alguns historiadores, a região foi habitada por moradores brancos, provavelmente portugueses, depois da expulsão dos índios.
O início da exploração da região aconteceu de fato a partir das datas de sesmarias, concedidas a vendedores ambulantes vindos de Goiana Grande, na Capitania de Pernambuco, movimentado centro comercial da época. Os ambulantes chegaram à aldeia no século XVII e a chamaram de Goianinha, ou seja, uma pequena Goiana.
Goianinha fazia parte do seu vizinho território, constituído pela Aldeia de São João Batista das Guaraíras, depois, Arês, sob a direção dos jesuítas. Arês foi elevada ao predicativo de Vila Nova de Arês, em 15 de junho de 1760.
O crescimento do povoado desenvolveu-se dentro de uma produtividade econômica voltada para a agricultura, a pesca e a pecuária.
No dia 7 de agosto de 1832, era criado o município de Goianinha, recebendo a denominação de Vila de Goianinha, que só foi elevado à categoria de cidade 96 anos depois, através do Decreto Estadual n° 712, de 9 de novembro de 1928. O município perdeu parte do seu território, pelo desmembramento dos municípios de Várzea(1959) e Tibau do Sul(1963).
Em 1928, Mário de Andrade passou 10 dias no Engenho Bom Jardim, em uma visita que fazia ao Nordeste brasileiro. No encontro, Mário conheceu um funcionário do Engenho de nome Chico Antônio, natural de Pedro Velho-RN, conhecido por ser embolador, coqueiro e cantador. Mário ficou encantado com a obra de Chico Antônio. E o encontro rendeu bons frutos, o livro “Turista Aprendiz".

## Geografia
O território de Goianinha possui 192,271 km² de área (0,3641% da superfície estadual), dos quais 5,114 km² em área urbana. A sede municipal está distante 59 km de Natal, capital estadual, do qual é ligada pela BR-101, e a 2 351 km de Brasília, capital federal. Tem como limites Arez a norte; Canguaretama a sul; Tibau do Sul e novamente Canguaretama a leste e Espírito Santo a oeste. Na divisão territorial vigente de 1989 a 2017, quando os municípios eram agrupados em microrregiões e estes em mesorregiões, Goianinha fazia parte da microrregião do Litoral Sul, dentro da mesorregião do Leste Potiguar. Desde 2017, quando foram criadas regiões geográficas, o município pertence à região geográfica imediata de Canguaretama, na região intermediária de Natal.
O relevo do município, com altitudes inferiores a cem metros, está inserido nos tabuleiros costeiros, formados por extensas superfícies planas ou levemente onduladas, ocorrendo também as planícies fluviais ou várzeas úmidas nas adjacências do rio Jacu, onde predominam bancos de areia e cascalho. Geologicamente, o município está inserido na área de abrangência do Grupo Barreiras, marcado pela presença de arenitos intercalados com siltitos e argilitos, formando extensas coberturas arenosas e aluviões. Os solos são altamente permeáveis, profundos, porosos e bastante drenados, porém pouco férteis, exceto nas áreas de planícies fluviais, onde são mal drenados, com textura e mais férteis. Predomina a areia quartzosa distrófica ou neossolo, havendo também áreas menores de latossolo, planossolo e solos indiscriminados de mangue.
Esses solos são cobertos por espécies do bioma da Mata Atlântica, que se apresenta tanto sob a forma de floresta subperifólia, com espécies mais densas e apresentando folhas mesmo na estação seca, quanto dos campos de várzea, que ocorrem nas áreas de planície fluvial, onde são comuns espécies de gramíneas. Goianinha possui 59,38% de sua área inserida nos domínios da bacia hidrográfica do rio Jacu e os 40,62% restantes na bacia do rio Catu.
O clima, por sua vez, é tropical chuvoso com verão seco, típico do leste da Região Nordeste, com chuvas mais frequentes nos meses de outono e inverno. De acordo com a Empresa de Pesquisa Agropecuária do Rio Grande do Norte (EMPARN), que possui dados pluviométricos de Goianinha desde 1962, e do Centro Nacional de Monitoramento e Alertas de Desastres Naturais, a partir de agosto de 2021, o maior acumulado de chuva em 24 horas atingiu 201,5 mm em 28 de novembro de 2023, superando os 200,4 mm em 10 de abril de 1978, seguido por 177 mm em 14 de fevereiro de 2018, 160,4 mm em 13 de abril de 2011 e 154 mm em 7 de julho de 1974. Desde maio de 2020, quando entrou em operação uma estação meteorológica automática da EMPARN na cidade, a menor temperatura ocorreu nos dias 25 de agosto de 2020 e 9 de setembro de 2022, ambos com mínima de 18,7 °C, e a maior atingiu 36,3 °C na tarde de 2 de abril de 2024.
| Dados climatológicos para Goianinha                                                             | Dados climatológicos para Goianinha | Dados climatológicos para Goianinha | Dados climatológicos para Goianinha | Dados climatológicos para Goianinha | Dados climatológicos para Goianinha | Dados climatológicos para Goianinha | Dados climatológicos para Goianinha | Dados climatológicos para Goianinha | Dados climatológicos para Goianinha | Dados climatológicos para Goianinha | Dados climatológicos para Goianinha | Dados climatológicos para Goianinha | Dados climatológicos para Goianinha |
| Mês                                                                                             | Jan                                 | Fev                                 | Mar                                 | Abr                                 | Mai                                 | Jun                                 | Jul                                 | Ago                                 | Set                                 | Out                                 | Nov                                 | Dez                                 | Ano                                 |
| ----------------------------------------------------------------------------------------------- | ----------------------------------- | ----------------------------------- | ----------------------------------- | ----------------------------------- | ----------------------------------- | ----------------------------------- | ----------------------------------- | ----------------------------------- | ----------------------------------- | ----------------------------------- | ----------------------------------- | ----------------------------------- | ----------------------------------- |
| Temperatura máxima recorde (°C)                                                                 | 34,5                                | 34,8                                | 35,9                                | 36,3                                | 34                                  | 33,3                                | 31,6                                | 33,5                                | 32,6                                | 33,3                                | 33,5                                | 33,8                                | 36,3                                |
| Temperatura mínima recorde (°C)                                                                 | 21,3                                | 21,5                                | 21,9                                | 21,8                                | 21,4                                | 19,8                                | 19,6                                | 18,7                                | 18,7                                | 19,6                                | 20,3                                | 20,6                                | 18,7                                |
| Precipitação (mm)                                                                               | 74,3                                | 89                                  | 138,4                               | 177,5                               | 154,8                               | 192                                 | 160,5                               | 71,4                                | 49,6                                | 11,6                                | 13,7                                | 25,6                                | 1 158,4                             |
| Fonte: EMPARN (médias de precipitação: 1962-2020; recordes de temperatura: 27/05/2020-presente) |                                     |                                     |                                     |                                     |                                     |                                     |                                     |                                     |                                     |                                     |                                     |                                     |                                     |